# Associazione Calcio Femminile Firenze 2011-2012
Questa voce raccoglie le informazioni riguardanti l'Associazione Calcio Femminile Firenze Associazione Sportiva Dilettantistica nelle competizioni ufficiali della stagione 2011-2012.

## Rosa
Rosa, numerazione e ruoli, tratti dal sito ufficiale della società, sono aggiornati al 18 dicembre 2011.
| N. |                   | Ruolo | Calciatrice        |
| -- | ----------------- | ----- | ------------------ |
|    | Italia (bandiera) | P     | Ilaria Leoni       |
|    | Italia (bandiera) | P     | Alice Manfredini   |
|    | Italia (bandiera) | P     | Francesca Sacchi   |
|    | Italia (bandiera) | D     | Eleonora Benucci   |
|    | Italia (bandiera) | D     | Elena Bruno        |
|    | Italia (bandiera) | D     | Micol Corsiani     |
|    | Italia (bandiera) | D     | Costanza Esperti   |
|    | Italia (bandiera) | D     | Elena Linari       |
|    | Italia (bandiera) | D     | Michela Marcucci   |
|    | Italia (bandiera) | D     | Ginevra Valgimigli |
|    | Italia (bandiera) | C     | Greta Adami        |
|    | Italia (bandiera) | C     | Elisabetta Bianchi |
|    | Italia (bandiera) | C     | Eleonora Binazzi   |

| N. |                   | Ruolo | Calciatrice                  |
| -- | ----------------- | ----- | ---------------------------- |
|    | Italia (bandiera) | C     | Arianna Ferrati              |
|    | Italia (bandiera) | C     | Alia Guagni                  |
|    | Italia (bandiera) | C     | Costanza Mascilli Migliorini |
|    | Italia (bandiera) | C     | Giulia Orlandi               |
|    | Italia (bandiera) | C     | Simona Parrini               |
|    | Italia (bandiera) | C     | Deborah Salvatori Rinaldi    |
|    | Italia (bandiera) | C     | Elisabetta Spina             |
|    | Italia (bandiera) | C     | Laura Teci                   |
|    | Italia (bandiera) | C     | Federica Vergine             |
|    | Italia (bandiera) | A     | Ilaria Borghesi              |
|    | Italia (bandiera) | A     | Alessandra Manna             |
|    | Italia (bandiera) | A     | Alice Sacchi                 |

## Calciomercato

### Sessione estiva
| Acquisti | Acquisti                  | Acquisti           | Acquisti   |
| R.       | Nome                      | da                 | Modalità   |
| -------- | ------------------------- | ------------------ | ---------- |
| C        | Greta Adami               | Vigor Misericordia | svincolata |
| C        | Elisabetta Spina          | Reggiana           | svincolata |
| A        | Deborah Salvatori Rinaldi | Südtirol Vintl     | svincolata |

| Cessioni | Cessioni | Cessioni | Cessioni |
| R.       | Nome     | a        | Modalità |
| -------- | -------- | -------- | -------- |
|          |          |          |          |

## Risultati

### Serie A

#### Girone di andata
| Arbitro: | Francesco Meraviglia (Pistoia) |

|  |           |              |
|  | Marcatori | 83’ Pezzotti |

| Arbitro: | Simone Sozza (Seregno) |

|                           |           |  |
| Sabatino 81’ Ferrandi 85’ | Marcatori |  |

| Arbitro: | Gianmarco Capezzi (San Giovanni Valdarno) |

|                                             |           |               |
| Ferrati 7’ Guagni 63’ Salvatori Rinaldi 66’ | Marcatori | 82’ Del Prete |

| Arbitro: | Fabio Cappelletto (Treviso) |

|                                             |           |  |
| Rocha 7’, 75’ De Stefano 32’ Gabbiadini 74’ | Marcatori |  |

| Arbitro: | Enrico Olmo Spolaore (Torino) |

|            |           |                                                 |
| Brutti 52’ | Marcatori | 7’, 72’ Guagni 60’ Salvatori Rinaldi 65’ Linari |

| Arbitro: | Marco Lancia (Foligno) |

|                                                                   |           |  |
| Ferrati 6’ Orlandi 28’ Salvatori Rinaldi 48’ Guagni 65’ Manna 80’ | Marcatori |  |

| Bizzarone 26 novembre 2011 7ª giornata | Como 2000               | 0 – 0 referto | Firenze | Stadio Comunale Diego Bruga\| Arbitro: \| David Capelli (Bergamo) \| |
| Arbitro:                               | David Capelli (Bergamo) |               |         |                                                                      |

| Arbitro: | Simone Sabbatani (Forlì) |

|                       |           |                                                    |
| Salvatori Rinaldi 74’ | Marcatori | 3’, 10’, 66’ Panico 30’ Manieri 78’ Fadda 86’ Tona |

| Arbitro: | Stefano Gosetto (Schio) |

|                                       |           |  |
| Camporese 17’ Brumana 76’ Zuliani 79’ | Marcatori |  |

| Arbitro: | Francesco Santi (Prato) |

|           |           |             |
| Brutti 1’ | Marcatori | 16’ Tarenzi |

| Arbitro: | Matteo Bolsi (Parma) |

|                     |           |            |
| Dulbecco 83’ (rig.) | Marcatori | 47’ Linari |

| Arbitro: | Gabriele Agostini (Bologna) |

|  |           |                      |
|  | Marcatori | 25’ (rig.) Capovilla |

| Arbitro: | Stefano Comunian (Biella) |

|                                            |           |                                      |
| Bosi 11’ Zorri 20’ Bonansea 27’ Sodini 51’ | Marcatori | 14’, 77’ Guagni 16’ Bruno 93’ Brutti |

#### Girone di ritorno
| Arbitro: | Daniele De Remigis (Teramo) |

|  |           |            |
|  | Marcatori | 16’ Brutti |

| Arbitro: | Salvatore Bertolino (Perugia) |

|  |           |                                     |
|  | Marcatori | 10’ Cernoia 83’ Sabatino 86’ Baroni |

| Arbitro: | Nicolò Marini (Trieste) |

|               |           |            |
| Del Prete 30’ | Marcatori | 77’ Guagni |

| Arbitro: | Andrea Zingarelli (Siena) |

|  |           |                               |
|  | Marcatori | 16’ Rocha 46’, 64’ De Stefano |

| Arbitro: | Marco Campagna (Lucca) |

|                                              |           |  |
| Guagni 23’ (rig.), 25’ Salvatori Rinaldi 34’ | Marcatori |  |

| Arbitro: | Giuseppe Mansi (Nocera Inferiore) |

|  |           |                 |
|  | Marcatori | 58’, 92’ Guagni |

| Arbitro: | Ameglio Menguzzo (Arezzo) |

|  |           |                           |
|  | Marcatori | 65’ Mazzola 78’ Carminati |

| Arbitro: | Cosimo Cataldo (Bergamo) |

|                      |           |  |
| Fadda 18’ Panico 38’ | Marcatori |  |

| Arbitro: | Francesco Meraviglia (Pistoia) |

|  |           |                  |
|  | Marcatori | 28’, 76’ Riboldi |

| Arbitro: | Lorenzo Dalla Palma (Milano) |

|                                           |           |            |
| Perini 11’ Piccinno 18’ Casile 80’ (aut.) | Marcatori | 52’ Guagni |

| Arbitro: | Marco Lancia (Foligno) |

|                       |           |                                        |
| Salvatori Rinaldi 62’ | Marcatori | 69’ (rig.) Dulbecco 80’ Mastrovincenzo |

| Arbitro: | Gabriele Agostini (Bologna) |

|  |           |                                         |
|  | Marcatori | 90’ (rig.) Brutti 93’ Salvatori Rinaldi |

| Arbitro: | Nicolò Cipriani (Empoli) |

|  |           |                                        |
|  | Marcatori | 8’, 60’ Bonansea 11’ Sodini 52’ Franco |

### Coppa Italia
| Siena 25 settembre 2011, ore 15:30 CEST Primo turno            | Siena     | 1 – 2 referto | Firenze | Stadio Bruno Ceccarelli (Cerchiaia) (365 spett.) |
| \| \| \| \| \| Migliorini 42’ \| Marcatori \| 5’ 93’ Guagni \| |           |               |         |                                                  |
|                                                                |           |               |         |                                                  |
| Migliorini 42’                                                 | Marcatori | 5’ 93’ Guagni |         |                                                  |

| Firenze 1º novembre 2011, ore 15:00 CET Secondo turno | Firenze | 3 – 1 | Scalese |  |

| 22 dicembre 2011, ore CET Ottavi di finale | Sestrese Athletic | 1 – 4 | Firenze |  |

| Arbitro: | Simiele (Albano Laziale) |

|                          |           |                              |
| Panico 15’, 76’ Tona 61’ | Marcatori | 67’ Brutti 88’ (rig.) Guagni |

## Statistiche

### Statistiche di squadra
| Competizione | Punti | In casa | In casa | In casa | In casa | In casa | In casa | In trasferta | In trasferta | In trasferta | In trasferta | In trasferta | In trasferta | Totale | Totale | Totale | Totale | Totale | Totale | DR  |
| Competizione | Punti | G       | V       | N       | P       | Gf      | Gs      | G            | V            | N            | P            | Gf           | Gs           | G      | V      | N      | P      | Gf     | Gs     | DR  |
| ------------ | ----- | ------- | ------- | ------- | ------- | ------- | ------- | ------------ | ------------ | ------------ | ------------ | ------------ | ------------ | ------ | ------ | ------ | ------ | ------ | ------ | --- |
| Serie A      | 26    | 13      | 3       | 1       | 9       | 14      | 26      | 13           | 4            | 4            | 5            | 16           | 21           | 26     | 7      | 5      | 14     | 30     | 47     | -17 |
| Coppa Italia | -     | 1       | 1       | 0       | 0       | 3       | 1       | 3            | 2            | 0            | 1            | 8            | 5            | 4      | 3      | 0      | 1      | 11     | 6      | +5  |
| Totale       | -     | 14      | 4       | 1       | 9       | 17      | 27      | 16           | 6            | 4            | 6            | 24           | 26           | 30     | 10     | 5      | 15     | 41     | 53     | -12 |

### Statistiche delle giocatrici
| Giocatore              | Serie A  | Serie A | Serie A     | Serie A    | Coppa Italia | Coppa Italia | Coppa Italia | Coppa Italia | Totale   | Totale | Totale      | Totale     |
| Giocatore              | Presenze | Reti    | Ammonizioni | Espulsioni | Presenze     | Reti         | Ammonizioni  | Espulsioni   | Presenze | Reti   | Ammonizioni | Espulsioni |
| ---------------------- | -------- | ------- | ----------- | ---------- | ------------ | ------------ | ------------ | ------------ | -------- | ------ | ----------- | ---------- |
| G. Adami               | 22       | 0       | ?           | ?          | ?            | ?            | ?            | ?            | 22+      | 0+     | ?           | ?          |
| E. Benucci             | 24       | 0       | ?           | ?          | ?            | ?            | ?            | ?            | 24+      | 0+     | ?           | ?          |
| E. Bianchi             | ?        | ?       | ?           | ?          | ?            | ?            | ?            | ?            | ?        | ?      | ?           | ?          |
| E. Binazzi             | ?        | ?       | ?           | ?          | ?            | ?            | ?            | ?            | ?        | ?      | ?           | ?          |
| I. Borghesi            | ?        | ?       | ?           | ?          | ?            | ?            | ?            | ?            | ?        | ?      | ?           | ?          |
| E. Bruno               | ?        | ?       | ?           | ?          | ?            | ?            | ?            | ?            | ?        | ?      | ?           | ?          |
| M. Corsiani            | ?        | ?       | ?           | ?          | ?            | ?            | ?            | ?            | ?        | ?      | ?           | ?          |
| C. Esperti             | ?        | ?       | ?           | ?          | ?            | ?            | ?            | ?            | ?        | ?      | ?           | ?          |
| A. Ferrati             | ?        | ?       | ?           | ?          | ?            | ?            | ?            | ?            | ?        | ?      | ?           | ?          |
| A. Guagni              | 23       | 12      | ?           | ?          | 4            | 6            | ?            | ?            | 27       | 18     | ?           | ?          |
| I. Leoni               | ?        | -?      | ?           | ?          | ?            | ?            | ?            | ?            | ?        | 0+     | ?           | ?          |
| E. Linari              | 24       | 2       | ?           | ?          | ?            | ?            | ?            | ?            | 24+      | 2+     | ?           | ?          |
| A. Manfredini          | ?        | ?       | ?           | ?          | ?            | ?            | ?            | ?            | ?        | ?      | ?           | ?          |
| A. Manna               | ?        | ?       | ?           | ?          | ?            | ?            | ?            | ?            | ?        | ?      | ?           | ?          |
| A. Marcucci            | ?        | ?       | ?           | ?          | ?            | ?            | ?            | ?            | ?        | ?      | ?           | ?          |
| C. Mascilli Migliorini | ?        | ?       | ?           | ?          | ?            | ?            | ?            | ?            | ?        | ?      | ?           | ?          |
| G. Orlandi             | ?        | ?       | ?           | ?          | ?            | ?            | ?            | ?            | ?        | ?      | ?           | ?          |
| S. Parrini             | ?        | ?       | ?           | ?          | ?            | ?            | ?            | ?            | ?        | ?      | ?           | ?          |
| A. Sacchi              | ?        | ?       | ?           | ?          | ?            | ?            | ?            | ?            | ?        | ?      | ?           | ?          |
| F. Sacchi              | ?        | ?       | ?           | ?          | ?            | ?            | ?            | ?            | ?        | ?      | ?           | ?          |
| D. Salvatori Rinaldi   | ?        | ?       | ?           | ?          | ?            | ?            | ?            | ?            | ?        | ?      | ?           | ?          |
| E. Spina               | ?        | ?       | ?           | ?          | ?            | ?            | ?            | ?            | ?        | ?      | ?           | ?          |
| L. Teci                | ?        | ?       | ?           | ?          | ?            | ?            | ?            | ?            | ?        | ?      | ?           | ?          |
| G. Valgimigli          | ?        | ?       | ?           | ?          | ?            | ?            | ?            | ?            | ?        | ?      | ?           | ?          |
| F. Vergine             | ?        | ?       | ?           | ?          | ?            | ?            | ?            | ?            | ?        | ?      | ?           | ?          |